# Isenrik von Admont
Isenrik OSB (* vor 1150; † 10. August oder 11. August 1189 in Bulgarien) war ein salzburgischer römisch-katholischer Geistlicher. Er war von 1169 bis 1178 Abt der Benediktinerabtei Biburg und von 1178 bis 1189 Abt der Benediktinerabtei St. Blasius zu Admont.

## Leben und Wirken
Der aus dem Admonter Konvent stammende Isenrik war 1168 zum Abt der 1125 gegründeten niederbayrischen Abtei Biburg gewählt worden. Als wenig später, 1171, in Admont eine Abtswahl anstand, war Isenrik von einer Fraktion in Vorschlag gebracht worden, aber gegen Rudolf aus dem Stift Sankt Lambrecht unterlegen. Beim Tod von Abt Irimbert 1178 war es zunächst wieder zu einer schwierigen Wahlsituation  gekommen: während Bischof Roman II. von Gurk die Wahl von Wernher von Stift Sankt Lambrecht zu betreiben gesucht hatte, entschied sich das Kapitel für einen weiteren Mitbruder namens Rudolf, der ihm schließlich zwei Jahrzehnte später als Abt nachfolgen sollte. Als der Salzburger Erzbischof Konrad III. diesem die Benediktion versagte, wurde mit seiner Zustimmung Isenrik aus Biburg berufen und im Gegenzug statt seiner der bisherige Admonter Prior Johann als Abt nach Biburg entsandt.
Unter Abt Isenrik konnte das Stift Admont reiche Gütererwerbungen verzeichnen. Ferner schenkte Erzbischof Konrad III. dem Stift in Salzburg einen Hof, auf dem eine Kapelle St. Blasius errichtet wurde. Zu Pfingsten 1184 erteilte Kaiser Friedrich Barbarossa in Mainz der Abtei Admont ein erstes Bestätigungsprivileg, der dabei auch die Gerichtsfreiheit zugesichert wurde, am 22. Juli 1185  bestätigte Papst Lucius III. in Verona in einem Dokument die Güter und Recht der Abtei Admont. Am 13. Dezember 1185 beauftragte Papst Urban III. in Verona Abt Isenrik mit einer heiklen Mission, nämlich die von Abt Manegold  von Berg aus dem Kremsmünster vertriebenen und an die Kurie geflüchteten Mönche, die sich seinen Eingriffen widersetzt hatten, wieder nach Kremsmünster zurückzuführen und den päpstlichen Bannspruch gegen Manegold und seine Anhänger zu verkünden. Am 27. Dezember 1186  erhielt das Stift von Herzog Ottokar IV., dessen Mutter Kunigunde als Witwe dem Frauenkloster Admont beigetreten und hier 1184 verstorben war, ein Bestätigungsdiplom. Am 2. August 1188 schenkte Ottokar die beiden Kirchen St. Peter und St. Jakob zu Leoben dem Stift. 1186 überließ Isenrik dem Bergmeister Reinberg die von Wassereinbrüchen geschädigten Silbergruben am Zezzenberg bei Friesach gegen einen Pachtzins von einem Neuntel des Reingewinns.
Die Eroberung Jerusalems 1187 durch Saladin gab den unmittelbaren Anlass zum Dritten Kreuzzug ab. Zum Pfingstfest 1189 schloss sich Isenrik  in Preßburg dem von Friedrich Barbarossa geführten kaiserlichen Heer an, ist aber auf dem Weg in Bulgarien verstorben.
Die Admonter Chronik bezeichnet Isenrik als „Literatus“ und als Verfasser mehrerer Bücher, die jedoch nicht überliefert sind.